# هولك (فلم)
هولك هو فيلم من نوع حركة وخيال علمي أُصدر في 20 يونيو 2003. الفيلم من إنتاج يونيفرسال بيكشرز وفوكس فيتشرز، ومن توزيع يونيفرسال بيكشرز، وهو من إخراج أنغ لي، أما السيناريو فكان من كتابة ميخائيل فرانس وجيمس شيموس وJohn Turman (writer) ‏. الفيلم مقتبسٌ من الرجل الأخضر.

## القصة
تقع أحداث الفيلم في أمريكا الجنوبية وسان فرانسيسكو وBerkeley Institute for Data Science ‏. وقصة الفيلم الرئيسية حول الذكريات المكبوتة والأسرة المختلة.
تبدأ القصة بديفيد بانر، وهو عالم أبحاث وراثية يعمل لدى الحكومة الأمريكية ويعمل على تحسين الحمض النووي للإنسان. منعه مديره العقيد ثاديوس "ثندربولت" روس من إجراء التجارب على البشر، فقرر ديفيد إجراء التجارب على نفسه. وبعد ذلك حَملت زوجته بابنهم بروس بانر. بعد ولاده بروس، أدرك ديفيد أن ابنه ورث طفرة جينية وبدأ بعقد أبحاث للعثور على علاج لها. أثناء ذلك، أكتشف روس تجارب ديفد على نفسه فمنعه من إجراء أي أبحاث علمية. مما دفع ديفيد لتفجير مفاعل جاما في قاعدة صحراوية بدافع الانتقام ولاعتقاده بأن المفاعل يشكل خطرًا، يحاول ديفيد قتل إبنه بروس لكنه يقتل زوجته إديث بالخطاء أثناء حمايتها لإبنها. مما ترك صدمه نفسية لبروس جعلته يكبت ذكريات طفولته المبكرة. قبض العقيد روس على ديفيد وأرسله إلى مصحة عقلية، وأرسل روس البالغ من العمر 4 سنوات لنظام الرعاية بديلة. بعد ذلك تبنته سيدة كرنزلر، وأعطته اسمها الأخير مما دفعه للإعتقاد بأن والديه الحقيقيين متوفيان.

## طاقم التمثيل
- جينيفر كونلي، بدور Betty Ross ‏
- جيسي كورتي
- Victor Rivers  [لغات أخرى]‏
- ستان لي
- نيك نولتي، بدور David Banner ‏
- مايك إروين، بدور Bruce Banner  [لغات أخرى]‏
- Rhiannon Leigh Wryn [الإنجليزية]‏
- كارا بوونو، بدور Edith Banner ‏
- سيليا ويستون
- دانيال داي كم
- سام إليوت، بدور ثاندربولت روس
- لو فيريغنو - Lou Ferrigno
- إريك بانا، بدور Bruce Banner  [لغات أخرى]‏
- جوش لوكاس، بدور Glenn Talbot [الإنجليزية]‏
- كيفن رانكين - Kevin Rankin
- مايكل باباجون

## الإنتاج
موسيقى الفيلم التصويرية كانت من تأليف داني إلفمان.

## الاستقبال

### الجوائز والترشيحات
تلقى كونيلي وداني إلفمان ترشيحات في حفل توزيع جوائز ساتورن الثلاثين مع أفضل ممثلة وأفضل موسيقى. تم ترشيح الفيلم لجائزة أفضل فيلم خيال علمي لكنه خسر أمام فيلم X2، وهو فيلم آخر مستوحى من شخصيات مارفيل. تم ترشيح دينيس مورين ومايكل لانتيري وطاقم المؤثرات الخاصة لأفضل مؤثرات خاصة.

### الميزانية والإيرادات
بلغت إيرادات الفيلم 245,360,480 دولار أمريكي.

## وصلات خارجية
- مقالات تستعمل روابط فنية بلا صلة مع ويكي بيانات